# Нерадновці
Нерадновці (словен. Neradnovci) — поселення в общині Горні Петровці, Помурський регіон, Словенія. Висота над рівнем моря: 290,3 м.